# Nokia 105 Classic
Nokia 105 Classic，又稱Nokia 105 (2015年)，是微軟行動生產的Nokia直立式功能型手機，於2015年6月3日發布。

## 規格
| 類型     | 功能型手機                                                              |
| 手機規格 | 直立式                                                                  |
| 尺寸     | 高度：108.5（4.27英寸）；寬度：45.5（1.79英寸）；厚度：14.1（0.56英寸） |
| 重量     | 69.6克（2.46盎司）                                                      |
| 作業系統 | Series 30+                                                              |
| 電池     | 800 mAh                                                                 |
| 顯示器   | 1.4英寸（36）                                                           |